# Niccolo (cardinal 1216)
Pour les articles homonymes, voir Niccolo.
Niccolo (mort avant 1227) est un cardinal de l'Église catholique du XIIIe siècle, créé par le pape Honoré III.

## Biographie
Niccolo est créé cardinal par le pape Honoré III lors du consistoire de décembre 1216. 